# Vincenc Prousek
Vincenc Prousek (13. prosince 1823 Liteň – 25. října 1900 Vídeň), uváděný i jako Čenek Prausek, popřípadě Vincenz Prausek, byl český a rakouský státní úředník, novinář a školský reformátor. Roku 1848 přispěl k poklidnému průběhu revolučních událostí na Malé Straně. V letech 1855-1883 působil na školských úřadech ve Slezsku, na Moravě a ve Vídni; usiloval o zlepšení úrovně vzdělání využíváním vhodných pomůcek, pořádáním učitelských porad a dozorem; prosazoval názorné vyučování a výuku v mateřském jazyce. Pro politické neshody byl několikrát přesouván a nakonec propuštěn ze státní služby; poslední léta věnoval české škole Komenského ve Vídni. Působil i jako novinář (r. 1849 redigoval Pražské noviny, ve Vídni pak určitou dobu časopis Tribüne) a psal odborné texty v němčině i češtině. Byl vyznamenán několika zahraničními řády a čestným občanstvím v řadě českých, moravských a dolnorakouských obcí.

## Život
Narodil se 13. prosince 1823 v Litni u Berouna. Studoval v Praze a Písku. Roku 1840 byl přijat na pražskou právnickou fakultu. Během studií si přivydělával jako soukromý vychovatel v rodině rytíře z Pergenthalu a přispíval do novin. Studia dokončil roku 1847 a nastoupil do prvního zaměstnání u zeměpanského úřadu.
V roce 1848 využil důvěry, kterou vůči němu měla malostranská chudina, k uklidňování revoluční situace. Kde to vyžadovala nutnost ochrany majetku, nechal rozestavit stráže, ale především zajistil sbírku mezi bohatšími měšťany, z níž se po 13 dní denně dodávalo 1200 bochníků chleba chudým. Podařilo se mu tak zabránit hrubým a násilným akcím. Účastnil se také politických jednání, například s generály Windischgrätzem a Khevenhüllerem. Jako ocenění svých zásluh získal místo konceptního praktikanta na místodržitelství. Stal se členem komise pro české úřední názvosloví a seznamoval místodržitele barona Mecséryho o českých národních snahách. V roce 1849 byl rovněž jmenován redaktorem Pražských novin.
Po vyhlášení stavu obležení opustil redaktorské místo a byl (r. 1850) jmenován politickým komisařem v Karlíně. O pět let později byl jmenován krajským komisařem a krátce poté povolán do ministerstva vnitra, kde se začal věnovat školským otázkám. Školství bylo v té době na špatné úrovni, učitelé často neznali mateřský jazyk svých žáků, zacházeli s nimi surově a mnohdy je fyzicky trestali. Ve Slezsku, kde byl jmenován školským radou, byly poměry ještě horší než v Čechách.
Prousek začal s reformami, které měly odstranit nejškodlivější důsledky tehdejší organizace. Usiloval o využívání vhodných pomůcek, organizoval porady učitelů a zajišťoval dozor. Učitele vedl k názorné výuce. Snažil se, aby se věnovala péče češtině, mateřskému jazyku žáků. Vedl učitele k řádné přípravě a pořádal konference, na nichž je pobízel k zavádění pokrokových metod. Na školách se pod jeho vedením začaly vyučovat nové předměty, jako do té doby podceňovaný dějepis, zeměpis a přírodopis. Místo diktování předepisoval učebnice. K vzdělání učitelů přispěl i jím vydávaný Schlesischer Schulkalender, kam přispívali mimo jiné Jan Lepař a Kuneš Kunz a některé články vyšly i v češtině.
Roku 1861 přesídlil jako školský rada do Brna, kde pokračoval ve své činnosti. Pro vídeňskou vládu v té době také organizoval účast na výstavě učebních pomůcek v Londýně a Paříži.
Postupem času se kvůli svému smýšlení dostal do nepřízně nadřízených. Když nepodpořil Schmerlingovu vládu, byl přesazen do Vídně k místodržitelství, kde se stal předsedou komise k přepracování německých čítanek a mluvnic a členem výboru pro pařížskou výstavu. I zde pokračoval v návrzích školských reforem, za což získal uznání v podobě čestného členství v téměř všech dolnorakouských učitelských jednotách.
K dalšímu politickému konfliktu došlo v letech 1876-78, kdy předseda vlády Karl von Stremayr usiloval o jeho penzionování, ale Prousek si svou pozici prozatím udržel. Když ale spolek Komenský začal vyvíjet úsilí k založení české školy ve Vídni, byl Prousek přeložen zpět do Brna, aby tento spolek nemohl podporovat v zemské školní radě. Roku 1883 pak sám podal žádost o propuštění, protože mu nebyl přidělen žádný obor působnosti.
Po propuštění ze státních služeb se vrátil do Vídně jako dozorce české školy Komenského a zasloužil se o její rozvoj. Podporoval také další snahy vídeňských Čechů. Po smrti Skrejšovského redigoval rovněž určitou dobu jeho časopis Tribüne.
Za své úsilí byl vyznamenán řádem italské koruny, ruským řádem sv. Anny a dánským řádem Danebrogským. Stal se čestným občanem řady obcí v Čechách, na Moravě, ve Slezsku a Dolním Rakousku.
Zemřel 25. října 1900 ve Vídni.

## Dílo
Byl autorem řady pedagogických prací v němčině i češtině, např.:
- Gebrauchs-Anweisung für die Buchstaben-Täfelchen beim ersten Unterrichte im Lesen (1855), česky jako Poučení kterak se má užívati deštiček s písmeny při prvním vyučování v čtení (1859)
- Über die verwendbarsten Lehrmittel zum ersten Unterrichte im Rechnen, nebst Andeutungen über die Anwendung derselben, česky jako Stručné pojednání o učivu k počátkovému vyučování v počtech mimo naznačení, jak ho lze upotřebiti (oboje 1864)
- Ein Bild aus dem Schulleben (1865)
- O sedadlech ve školách (1886)

V historických zdrojích se někdy podoba jeho jména liší; byl uváděn např. jako Čenek Prausek  nebo v německých zdrojích Vincenz Prausek. Novodobé databáze dávají zpravidla přednost jménu Čeněk Prousek.